# Петушков (село)
Петушков (укр. Пітушків) — село в Млиновской поселковой общине Дубенского района Ровненской области Украины.
До 2020 года входило в Млиновский район.
Население по переписи 2001 года составляло 539 человек. Почтовый индекс — 35120. Телефонный код — 3659. Код КОАТУУ — 5623886601.